# Шульц, Готлиб
Готлиб Шульц (нем. Gottlieb Schulz, 23 января 1853, Денневиц, Бессарабия, Российская империя — 25 апреля 1916, Семены, Бессарабия, Российская империя) — крупный землевладелец и скотовод в Бессарабии, бессарабско-немецкого происхождения.

## Биография
Готлиб Шульц родился в семье бессарабских немцев земледельцев в деревне Денневиц, где в 1940 году проживало около 550 жителей немецкого происхождения.
Его предки из Померании в конце XVIII века переехали в Польшу в качестве колонистов. В 1818 году они эмигрировали в Бессарабию по приглашению царя Александра I. Семья обосновалась в поселении Кульм, которое было основано в 1815 году, и переехали в недавно основанный Денневиц в 1834 году. В 19 лет Готлиб женился на Кристине Кот из Денневица. В 1876 году родился первый из восьми детей пары.
Шульц проходил военную службу в русской армии с 1874 года и был одним из первых немецких поселенцев, призванных в армию. Его предки были освобождены от призыва на военную службу из-за привилегий, которые были обещаны иммигрантам навсегда. Во время службы в армии он принимал участие в русско-турецкой войне 1877 года, где был ранен в время осады Плевны.
Готлиб заработал большую часть своего капитала вместе со своим братом Готфридом Шульцем. Они покупали скот зимой. Владельцы, которые в основном принадлежали к другим группам населения, больше не могли собирать деньги на корм. Братья Шульцы нанимали пастухов, которые откормили скот на арендованных пастбищах весной и летом. Осенью стада крупного рогатого скота отправлялись в Аккерман и Одессу для продажи.
Шульц начал заниматься купле-продажей земли в 1881 году, а позже переехал в Ной-Постталь, где его брат Готфрид был мэром. В 1890 году Готлиб был одним из первых немецких поселенцев в деревне Базарьянка. Братья купили около 2000 десятин земли у русского помещика и продали землю 55 немецким поселенцам. Первые поселенцы пришли в 1891 году и возвели временные деревянные постройки.
В 1894 году была совершена ещё одна крупная покупка земли у помещика примерно 3000 десятин земли. Братья продали землю немецким поселенцам, которые основали там поселение Семены.
Готлиб Шульц умер от рака кости 25 апреля 1916 года.